# Can Julià (Sant Andreu de la Barca)
Can Julià és una obra del municipi de Sant Andreu de la Barca (Baix Llobregat) inclosa en l'Inventari del Patrimoni Arquitectònic de Catalunya.

## Descripció
Es tracta d'una casa amb elements neoclàssics, de planta baixa i dos pisos.
A la planta baixa trobem la porta de fusta amb arc rebaixat i finestres als costats. El primer té caràcter de planta principal, com demostra l'alçada del pis, la mida dels balcons i el treball de les baranes de ferro.
En el segon pis aquestes característiques tenen un aire més secundari. La cornisa, amb motllura aguantada per unes mènsules discretes, encapçala la casa.